# Belfort-sur-Rebenty
Belfort-sur-Rebenty är en kommun i departementet Aude i regionen Occitanien  i södra Frankrike. Kommunen ligger  i kantonen Belcaire som ligger i arrondissementet Limoux. År 2022 hade Belfort-sur-Rebenty 24 invånare.

## Befolkningsutveckling
Antalet invånare i kommunen Belfort-sur-Rebenty
Referens: INSEE